# Cytheralison fava
Cytheralison fava är en kräftdjursart som först beskrevs av N. de B. Hornibrook 1952.  Cytheralison fava ingår i släktet Cytheralison och familjen Cytheralisonidae. Inga underarter finns listade i Catalogue of Life.